# Тополёк мой в красной косынке
«Тополёк мой в красной косынке» — повесть Чингиза Айтматова, впервые опубликована в 1961 году в журнале «Дружба народов».
Повесть несколько раз экранизирована, по ней поставлен балет и оперетта, театральные постановки с успехом идут более 50 лет.

## Сюжет
Повесть о верности в любви и дружбе, история шофёра Ильяса и прекрасной девушки Асели.

В повести три рассказчика: автор (журналист), шофер Ильяс и дорожный мастер Байтемир Кулов. Каждый ведёт рассказ от себя, причем Ильяс и Байтемир в форме исповеди.— литературовед А. И. Овчаренко
Ильяс — шофёр грузовика на высокогорной трассе Тянь-Шаня. Как-то случайно по пути взявшись довести груз в колхоз он знакомится там с юной девушкой Асель. Теперь каждый раз по пути он заезжает сюда для коротких встреч с ней. Ильяс узнаёт, что девушка посватана родителями дальнему родственнику, которого она даже и не знает, но должна выйти за него замуж. Ильяс признаётся ей в любви, и Асель отвечает взаимностью — Ильяс предлагает ей сбежать с ним, и вопреки воли родителей Асель уходит из дома.

«Тополёк мой в красной косынке» — так называет свою любимую Ильяс, и этот поэтический образ, гармонирующий с внешним обликом девушки, тоненькой и стройной, с открытым лицом и серьезными глазами, раскрывает и её строгую и ласковую душу. Полюбив Ильяса, она бежит из дому, не боясь нарушить еще живущие в её семье старые киргизские обычаи, не задумываясь о том, что ее «домом» может быть пока только кабина грузовой машины.
Пара некоторое время счастливо живет друг с другом. У них рождается сын. Но счастье не длится вечно: Ильяс, попав в аварию в одном из рейсов, пытаясь доказать шоферам и начальнику, что можно проехать через перевал, после этого начинает пить. Долгие рейсы, пьянки мужа по возвращении, взаимная ревность — всё это разрушает отношения, и Асель, узнав, что Ильяс завёл интрижку с диспетчершей Кадичой, расстаётся с ним, и он уезжает в другой город с Кадичой.
Несколько лет спустя Ильяс хочет вернуться к Асель и сыну. По пути к ним он берёт попутчика — дорожного рабочего Байтемира, которого знал по прошлым дерзким переходам через перевал. От него он узнаёт, что Байтемир теперь муж Асель. Первая жена и две дочки Байтемира погибли при сходе лавины, и он, вернувшись с фронта Великой Отечественной войны домой застал пустой дом. Теперь Байтемир боится потерять новую семью — Асель и её сына, но решает не препятствовать Асель в возвращении к Ильясу. Ильяс пытается убедить Асель вернуться к нему и начать все сначала, но Асель не соглашается. Несколько раз встретившись с сыном, Ильяс, поняв, что потерял любовь девушки, окончательно прощается с Асель.

«Прощай, Асель! Прощай, тополек мой в красной косынке!..», говорит Ильяс. Повесть о прекрасной и горестной любви, о строгой дружбе, о трудном человеческом счастье.— Огонёк, 1961

## История
Повесть была впервые опубликована в 1961 году в журнале «Дружба народов», на повесть появился ряд рецензий, В 1963 году повесть вошла в сборник «Повести степей и гор», за который писатель удостоен Ленинской премии, в 1964 году вышла отдельной книгой в серии «Прочти, товарищ!» издательства «Знание» входила во многие сборники произведений писателя.
Эта повесть была написана Ч. Айматовым на русском языке, в переводе на киргизский язык название было заменено автором на «Делбирим», но, как отмечал в журнале «Литературный Кыргызстан» литературовед А. Джакыпбеков, в этом названии потерялась образность, поэтичность названия, что влияет на восприятии повести в целом:

Стоит только убрать из исповедального рассказа Ильяса слова «Тополёк мой в красной косынке», как тут же теряет весь свой смысл многосложная драматическая ситуация, в которой окажется его герой. Казалось бы, самая обыденная деталь его повести превращается в образ-лейтмотив и рельефно, пластично выражает самое главное.— литературовед К. Асаналиев

## Экранизации
- 1961 — «Перевал», СССР, Фрунзенская киностудия, реж. Алексей Сахаров
- 1973 — «Я — Тянь-Шань», СССР, Мосфильм, реж. Ирина Поплавская.
- 1977 — «Красная косынка» (Selvi boylum, al yazmalim), Турция, реж. Атыф Йылмаз.
- 2011 — «Красная косынка» (Al Yazmalım), Турция, 37-серийный сериал, реж. Али Билгин.
- 2018 — «Тополёк мой в красной косынке», Узбекистан/Киргизия, реж. Сарвар Каримов.

## Постановки
В 1966 году по повести в Большом театре был поставлен балет «Асель», композитор В. Власов, ставший первым хореографическим воплощением произведений Ч. Айматова.
В 1969 году создана оперетта в двух действиях «Край тюльпанов», музыка А. Рудянского, либретто Л. Бережных.
В 1979 году по повести создана музыкальная драма «Тополёк мой…», композитор Л. Манас, слова Х. Гуляма; пер. с узб. Р. Фархади).

### Театральные постановки
В театрах повесть инсценировалась неоднократно.

Особое место среди произведений Айтматова, поставленных на русской сцене на рубеже 1960-70 годов, занимают повесть «Тополек мой в красной косынке» и драма «Восхождение на Фудзияму». В этих произведениях автор проникает в глубины духовной жизни советского человека, выявляет многие типические черта характера современника.
«Тополек мой в красной косынке» был поставлен в десятках разных по художественному уровню коллективов, и в каждой театральной постановке по-своему отражалось художественное своеобразие повести, выявлялся индивидуально-психологический уклад жизни, мироощущение героев, акцентировалось внимание на моментах, наиболее созвучных эстетическим потребностям конкретного театрального коллектива.
— Д. Р. Иманкулов
Так в 1964 году состоялась постановка спектакля «Красавица Асель» режиссёром Т. Ходжаевым на сцене Государственного ордена Ленина Академического Узбекского театра драмы им. Хамзы, через год он же поставил его на сцене казанского Татарского государственного академического театра им. Г.Камала, постановка удостоена Премии Татарской АССР им. Г. Тукая (1967).
Спектакль по повести поставленный на сцене Туркменского театра драмы в 1966 году получил высокую оценку находящегося в зале самого Чингиза Айтматова.
Русский театр драмы имени Ч. Айтматова в ноябре 1966 года был удостоен чести выступать с постановкой по повести на сцене Кремлёвского театра.

## Критика
Персонажи айтматовской повести «Тополёк мой в красной косынке» привлекали своей яркой индивидуальностью. Главный герой Ильяс ― видный парень, немного эгоистичный и самоуверенный. Полна достоинств горделивая и решительная Асель. Отличается мужеством проходящий через непростые проверки жизненными испытаниями, стойкий Байтемир.

При всей своей драматичности повесть исполнена глубокого оптимизма. Она рассказывает нам не о разложении личности Ильяса, а о формирующейся и крепнущей морали героя. Трагическая потеря не ослепляет его, напротив, хотя и запоздало, к нему приходит прозрение. Убеждающая сила образа столь велика, что даже довольно парадоксальный эпилог выглядит вполне закономерным естественным.

## Рецензии
- Берзер А. — Победа и поражение Ильяса // Новый мир, № 4, 1961. — стр . 259—261
- Потапова К. — Герой обретает зрелость. (О рассказе Ч. Айтматова «Верблюжий глаз» и повести «Тополек мой в красной косынке»). // Литературная газета, 25 мая 1961
- Матыев В. — Повесть о любви // Ленинский путь (Кустанай), 30 апреля 1961
- Трошкина К. — В предгорьях Ала-Тоо // Огонёк, № 7, 1961. — стр. 14